# عبد الرحمن المسيبي
عبد الرحمن المسيبي ممثل يمني، يعتبر من رواد الفنانين اليمنيين ومؤسسي فرقة المسرح الوطني بصنعاء.

## حياته الفنية
بدأ حياته الفنية في نهاية الستينات وبداية السبعينات من خلال فرقة الغزل والنسيج قبل تكوين فرقة المسرح الوطني بصنعاء من خلال اتحاد ثلاث فرق مسرحية هي فرق (الغزل والنسيج، التوجيه المعنوي (كانت تسمى فرقة المسرح العسكري)، المسرح اليمني)، عمل في الكثير من المسرحيات بداية بمسرحية الجنرال.

## من أعماله

### مسلسلات
- سلسلة ديوان أبو محمد في بداية السبعينات.
- مسلسل كل يوم حكاية.
- مسلسل حكاية في مثل.
- مسلسل الفجر.
- مسلسل الكنز.
- مسلسل الثأر.
- مسلسل لحظة ندم.
- مسلسل الوصية.
- مسلسل كيني ميني.
- مسلسل عيني عينك.
- مسلسل حي الحكمة.
- سد الغريب

### مسرحيات
- مسرحية الجنرال.
- مسرحية انبع لك من بين العصيد.
- مسرحية أنا المدير.
- مسرحية انتهى اللعب يا ذكي.
- مسرحية الجرة.
- مسرحية أشرقت شمس الوطن.
- مسرحية الحاجز.
- مسرحية السفينة.
- مسرحية الفأر في قفص الاتهام.

### أفلام
- الرهان الخاسر.